# Åke Grützelius
Åke Grützelius, född 20 mars 1960 i Karlstad, död 8 februari 2016, var en svensk målare.
Grützelius studerade vid Kyrkeruds folkhögskolas estetiska linje 1986. Han har ställt ut separat på Centralsjukhuset i Karlstad, Galleri Nova i Karlstad och Galleri Nord i Örebro. Han har medverkat i samlingsutställningar med Värmlands konstförening på Värmlands museum, Art Fair i Stockholm, Konstmässan i Sundsvall, Kristinehamns konstmuseum, Rackstadmuseet, Karlskoga konsthall och Värmländsk nutida konst.
Bland hans offentliga arbeten märks utsmyckning i Skoghallsverken för Stora Enso.
Han tilldelades Svenska pappersindustriarbetarförbundets kulturstipendium 1988, Värmlands konstförenings Åke Lekmans resestipendium 2011 och Deloitte Hamilton konstnärsstipendium 2012.
Grützelius är representerad i Hammarö kommuns konstsamling, Värmlands läns landsting, NWT, Statens Konstråd Region Värmland och Stockholms läns landsting.